# Kurt Niederau
Kurt Niederau (* 15. Januar 1924; † 4. August 1998 in Wuppertal) war ein Schulrektor und Genealoge.

## Leben
Kurt Niederau war ein bergischer Geschichtsforscher und Genealoge. Sein Schwerpunktthema war der Bergische Adel, zu dem bzw. dessen Geschichte und Genealogie er zahlreiche Veröffentlichungen auflegte und neben diesen einen umfassenden Nachlass hinterließ. Beruflich wirkte er zuletzt als Schulrektor in Wuppertal. Ebenda wurde er auch am 12. August 1998 bestattet.

## Publikationen
- Zur Geschichte des bergischen Adels. Die von dem Bottlenberg, Neustadt a. d. Aisch 1976
- Beiträge zur Solinger Geschichte, Duisburg 1983
- Kloster Gräfrath. Urkunden und Quellen 1185-1600, Solingen 1992